# Saxicoline
Saxicoline es un género de foraminífero bentónico invalidado, por ser un nombre vernacular, y sustituido por Saxicolina, el cual es considerado a su vez un sinónimo posterior de Miliola de la subfamilia Miliolinae, de la familia Miliolidae, de la superfamilia Milioloidea, del suborden Miliolina y del orden Miliolida. Su especie tipo era Miliolites saxorum. Su rango cronoestratigráfico abarcaba el Holoceno.

## Clasificación
Saxicoline incluía a la siguiente especie:
- Saxicoline saxorum, aceptado como Miliola saxorum